# Rohrenfeld

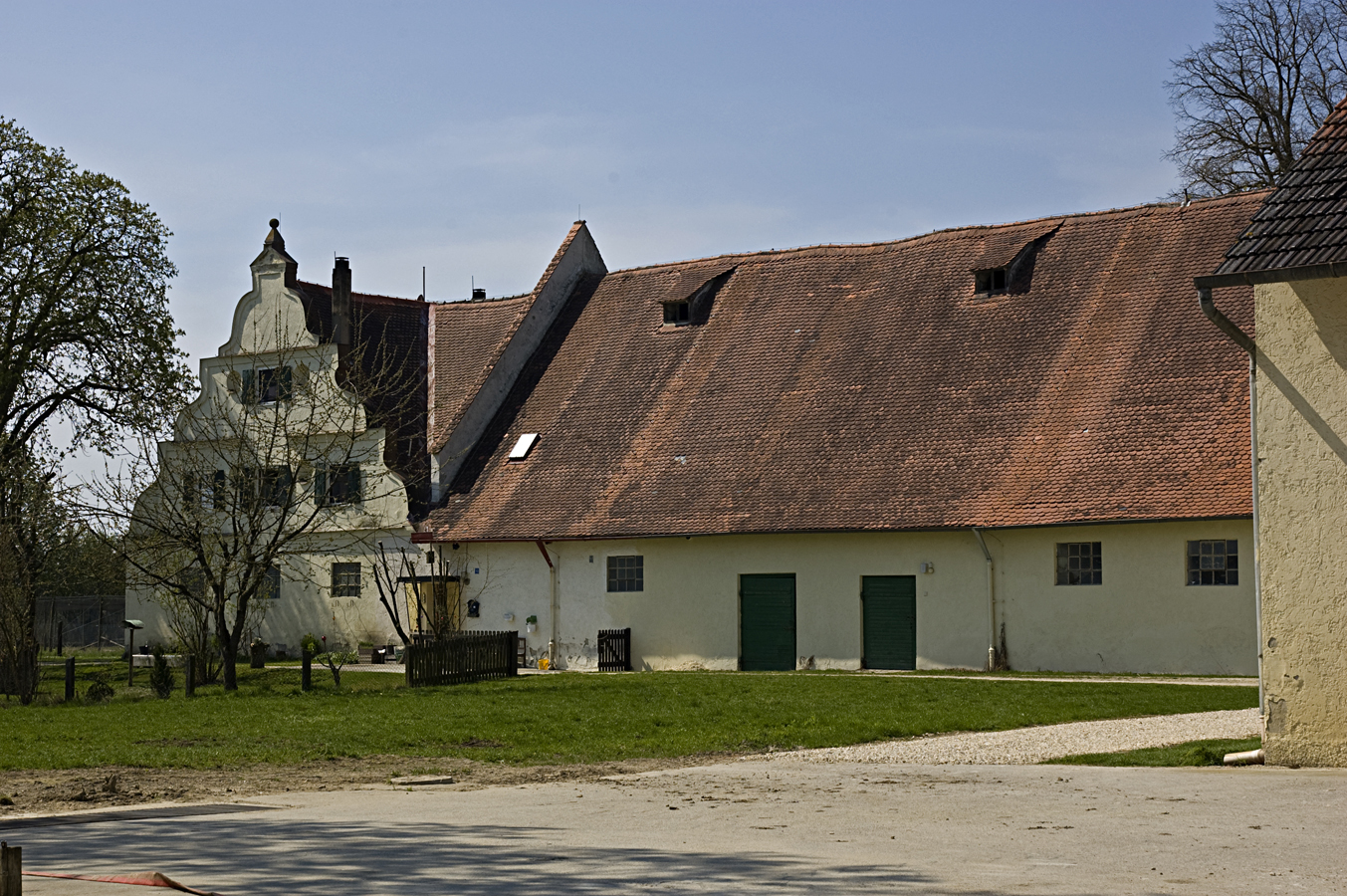
Gut Rohrenfeld

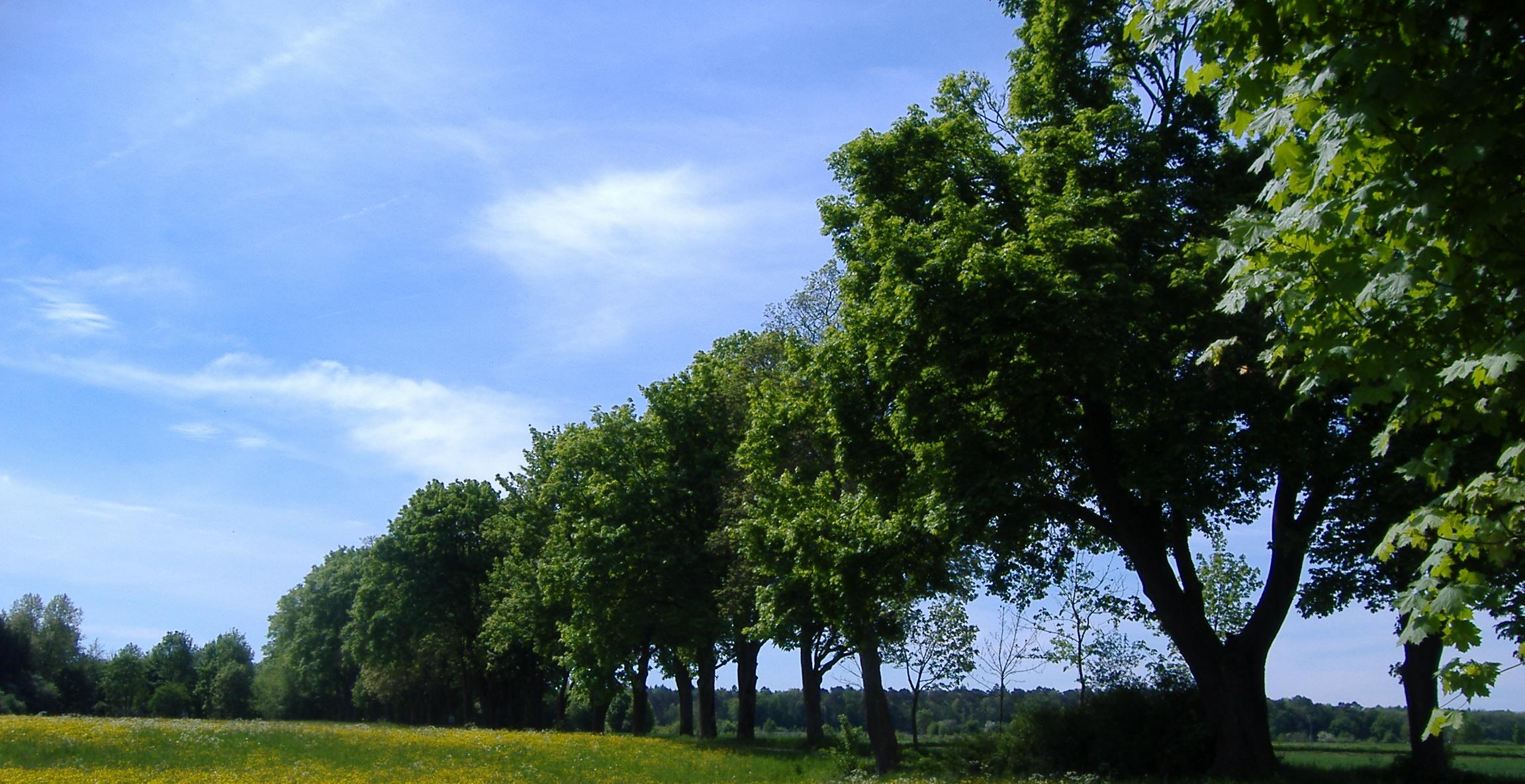
Prächtige Alleen aus verschiedenen Himmelsrichtungen führen zum Gut

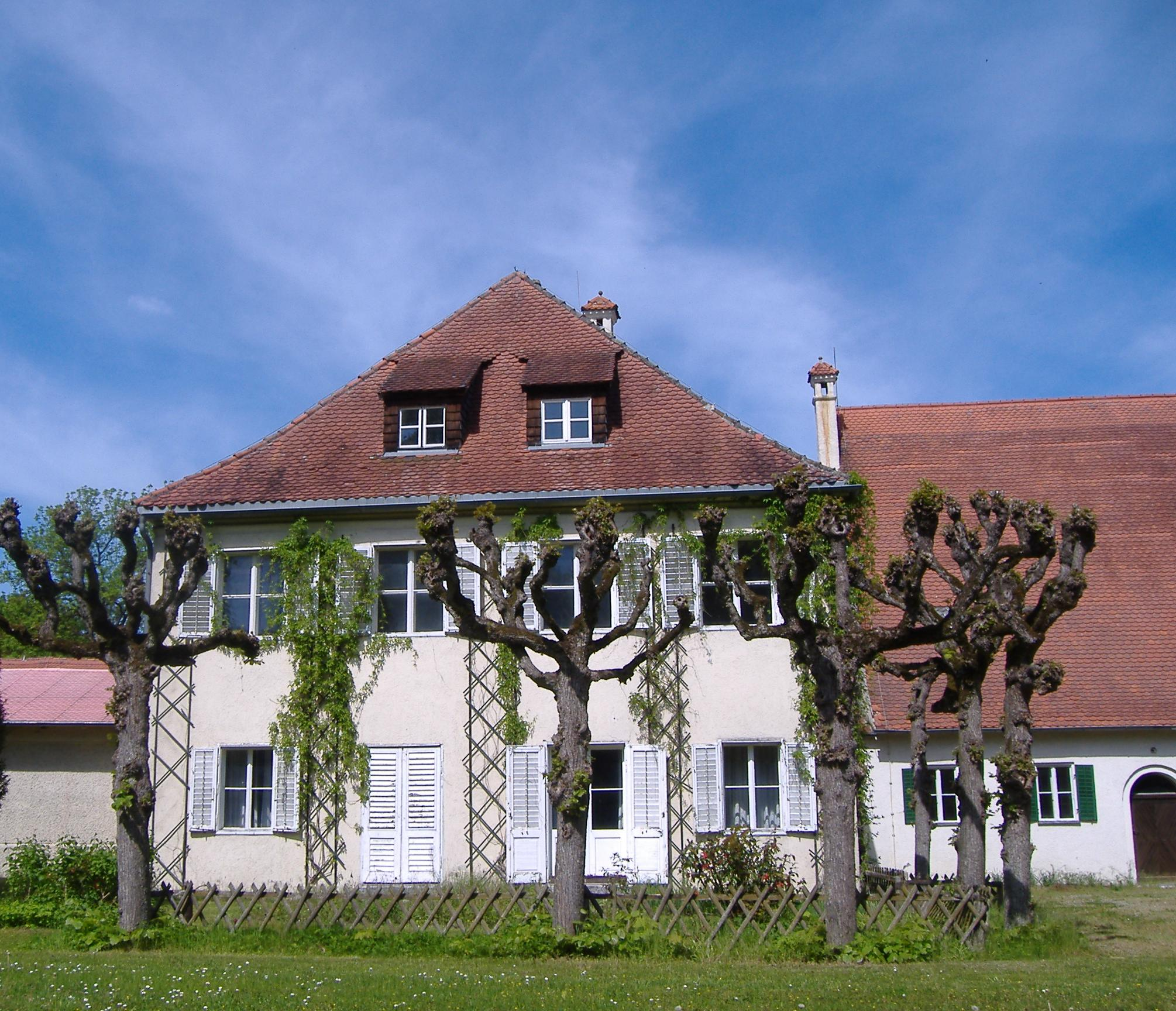
Teilansicht im Innenhof vom Gut

Rohrenfeld ist ein Stadtteil der großen Kreisstadt Neuburg an der Donau in Bayern, der etwa 7,5 Kilometer östlich Stadtzentrums liegt.
Rohrenfeld war ursprünglich ein landwirtschaftliches Gestüt und ist seit 1923 im Besitz des Wittelsbacher Ausgleichsfonds.
Zusammen mit Maxweiler und Rothheim ist Rohrenfeld in der Gemarkung Bruck.

## Geschichte
Bis Mitte des 15. Jahrhunderts stand Rohrenfeld als eine Schwaige. 1487 kaufte Herzog Georg von Bayern das „Bauerngut“, auf dem sich Kühe, Schafe, Geißen, Böcke und Büffel befanden. Selbst der Pfalzgraf des Herzogtums Pfalz-Neuburg, Ottheinrich, weilte hier gerne und machte oftmals Hatz auf kapitale Hirsche. Während seiner Regentschaft lieferte das Gestüt für den Fürsten, aber auch für das Spital in Neuburg wichtige Lebensmittel wie Butter, Schmalz und Eier.
Der Herzog begann 1560 hier mit einer Pferdezucht. Schon 1571 wurden hier 41 Pferde, darunter 13 Zuchtstuten und in der Schwaige 63 Stück Rindvieh, davon wiederum 13 Melkkühe registriert.
Das Gestüt umfasste von 1571 bis 1699 an Grundeigentum 464½ alte Tagwerk, dies wären nach dem heutigen Maß 232,25 Hektar. Aus einem Kostenvoranschlag von 1619 geht hervor, dass als Feldfrüchte Weizen, Roggen, Gerste und Hafer angebaut wurde.
1722 wurde das Gestüt erstmals verpachtet, und zwar auf 9 Jahre an den Gestütsverwalter Carl Satori. Doch schon vorzeitig im Jahre 1727 gab es wieder einen kurfürstlichen Verwalter. Und schon 1741 wird das Ganze erneut verpachtet. Das Gestüt wurde immer wieder vergrößert und zählte 1799 schon 568 Tagwerk Wiesen und 78 Tagwerk Ackerland, jedoch ohne Weiderecht. Die landesherrlichen Waldungen der Stadt Neuburg mit 1235 Tagwerk sowie 428 Tagwerk Waldungen der Gemeinde Bergheim waren damals zur Weidenutzung ausgewiesen. Jetzt wurden laufend Grundstücke getauscht und gekauft.
Ursprünglich gehörte das Gut zur Gemeinde Bruck, wurde aber 1948 in die Gemeinde Zell umgegliedert. Bei der Gebietsreform kam das Gestüt mit der Gemeinde Zell am 1. Januar 1976 politisch zur Stadt Neuburg.

### Die Kriege und der Raubzug
Auch die Schweden entdeckten 1632 das Gestüt, selbst der Schwedenkönig Gustav Adolf ist hier abgestiegen. Die Schweden machten ihre Raubzüge und erbeuteten alle brauchbaren Pferde. 1634 kamen die Schweden abermals, brannten das Gut nieder und raubten wiederum die Pferde. 1644 war das Gehöft endlich wiederhergestellt. 1669 wurde das Gut neu erbaut und zu einem Gestüt eingerichtet.
Während der Napoleonischen Kriege wurde Rohrenfeld mehrfach durchzogen. 1796 kamen die Franzosen: 79 Zuchtstuten, 5 Maultierstuten, 1 Eselstute, 24 dreijährige Hengstfohlen, 18 zweijährige und 4 einjährige Fohlen, im Ganzen fielen 101 Stück dem Raubzug zur Beute. Außerdem wurden 12 dreijährige Pferde an französische Generäle verschenkt. Bei den Feldzügen im Jahr 1800 erfolgte abermals ein Beutezug, doch der Schaden hielt sich diesmal in Grenzen.

### Das Hofgestüt

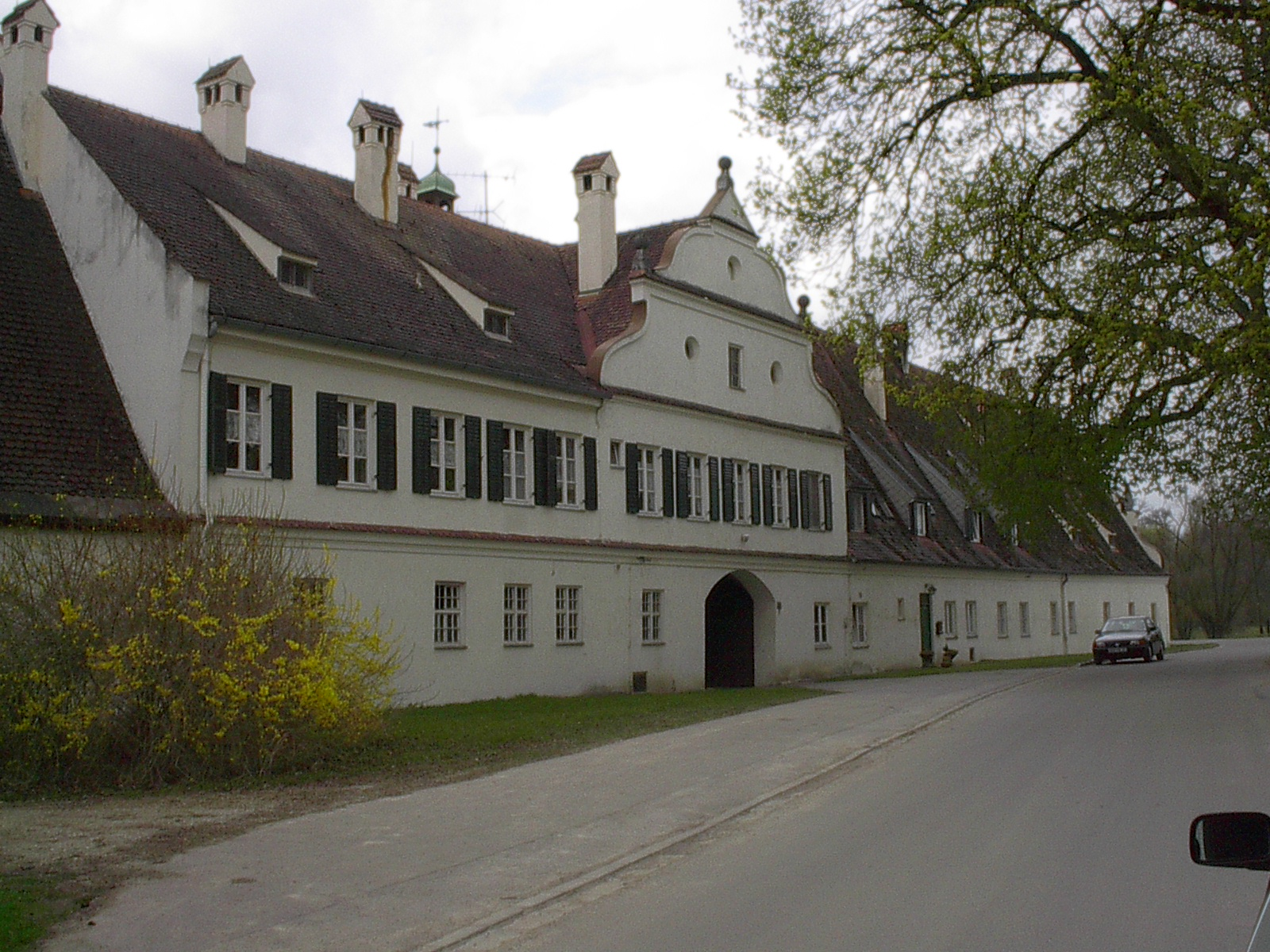
Das Gestütsgebäude in Rohrenfeld heute

1671 konnten bereits 79 alte und junge Pferde verzeichnet werden und es war wieder das Hofgestüt der pfalz-neuburgischen Herzöge. Es entwickelte sich eine blühende Pferdezucht, 1698 wieherten schon 114 Pferde und ab 1740 wurden noch Maultiere gezüchtet. Rohrenfeld war der Lieferant für den fürstlichen Marstall in Neuburg.
1752 ließ Kurfürst Karl Theodor wiederum die Gebäude neu erstellen. Eine Reitschule wurde jetzt noch angegliedert. Das Gestüt stand voll in Blüte. 1796 trabten hier schon 377 Pferde.
Trotz aller kriegerischen Ereignisse platzten die Stallungen bald aus allen Nähten, die Bauhandwerker mussten wieder schuften, erweiterten die Stallung und errichteten den Flügelbau auf der Nordseite.
Nur zwei Gestüte von diesem Ruf gab es in Bayern, dies war das Gestüt Ryß bei Salzburg und Rohrenfeld. Das Gut Rohrenfeld war auch ein wichtiger Arbeitgeber, teilweise fanden bis zu hundert Personen ihr Auskommen.
Die Pferde prägten immer wieder das Leben des Gestütes mit. Während des Zweiten Weltkrieges bekam das Gestüt die Funktion eines „Heimatpferdeparks“. Es war sozusagen das Lazarett für verletzte Pferde, die hier wieder ausgeheilt wurden und anschließend erneut Kriegsdienste leisten mussten.
Die Pferdezucht war weiterhin eine Dominante des Gutes. Erst als der Güterdirektor Johannes Heinrich Ende 1984 starb, wurde die Pferdezucht ausgeklammert. Der Gutsbetrieb hatte nun nur noch eine landwirtschaftliche Funktion.

### Ein königliches Quartier
Das Hofgestüt Rohrenfeld war seit eh und je ein beliebter Aufenthaltsort für Könige und Fürsten. Schon Pfalzgraf Ottheinrich erfreute sich hier an den saftigen grünen Donauauen, den mächtigen Eichen und den Altwassern. Er war hier gerne Herr der Jagd. 1632 stieg hier während des Dreißigjährigen Krieges der Schwedenkönig Gustav Adolf ab und besichtigte das Areal. Für die Pläne der Stallungen von Gut Rohrenfeld interessierte sich die Neuburger Prinzessin Maria Anna, Gemahlin Carls II., von Spanien und wünschte sich Kühe, Ochsen und Kälber aus dem Gestüt. Am 9. Juli 1894 dampfte ein Extrazug nach Rohrenfeld, die Gäste waren seine Königliche Hoheit, der Prinzregent Luitpold von Bayern, in Begleitung von Persönlichkeiten. Sie besichtigten das Hofgestüt. Dazu wurde eine Rennbahn errichtet und Rennpferde galoppierten darauf. Für König Ludwig III. (1845–1921) war es das Lieblingsgestüt. Auch Kronprinz Rupprecht von Bayern weilte hier jährlich ein- bis zweimal.

### Das religiöse Leben auf dem Gestüt

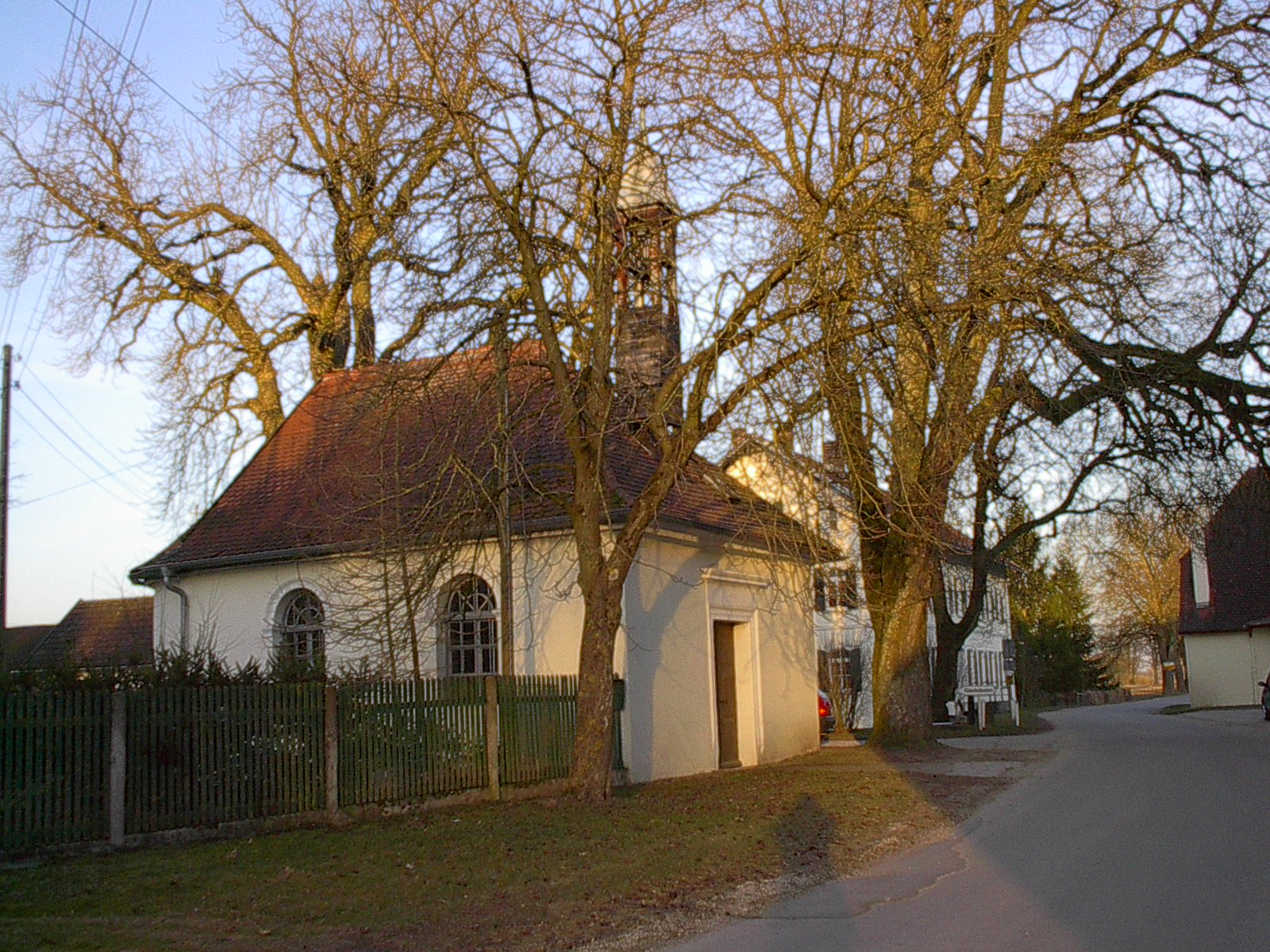
Die Gestütskapelle

Die Bewohner des königlichen Hofgestüts gehörten seit eh und eh zur Pfarrei Weichering. Gut vier Kilometer wäre der Fußmarsch zur Pfarrkirche gewesen. Doch dieser Weg wurde den Gläubigen erspart. Die Gutsverwaltung stellte für die kirchlichen Veranstaltungen einen Betsaal zur Verfügung, der Seelsorger wurde dazu an Sonn- und Feiertagen per Kutsche am Pfarrhof abgeholt und wieder zurückgebracht. Für die kirchliche Betreuung zahlte das Gut dem Geistlichen jährlich 124 Gulden, im Jahre 1818 wurde der Betrag auf 300 Gulden erhöht.
Das Gestüt war besorgt um das Seelenheil der Bewohner und erbaute 1827 eine Kapelle zum „Heiligen Abendmahl“. Das Altarbild, ein Ölgemälde auf Leinwand, stellt Christus in Emmaus dar. Ebenso befindet sich dort eine Kopie der Mutter Gottes von Altötting und ein Gemälde der „Heiligen Familie Joachim und Anna“. Im kirchlichen Archiv von Rohrenfeld sind für 1861 einschließlich des Dienstpersonals 22 Seelen vermerkt. Die späteren Akten von 1891 belegen, dass dem Geistlichen für seine Dienste aus der Gestütskasse jährlich 500 Mark bezahlt werden. Pfarrer Thuma bereicherte sich aber nicht mit der klingenden Münze, sondern versteuerte diese Einnahme und spendierte den Rest für gute Zwecke, erklärte sein Nachfolger Pfarrer Trey.
Am 17. Juli 1914 stellte das königliche Hofgestüt bei der Diözese Augsburg den Antrag auf Umpfarrung nach Zell, da für die Kinder der Weg und die Straßenverhältnisse dorthin günstiger war. Der neue Seelsorger, Pfarrer Trey, wehrte sich vehement gegen die Auslagerung von Rohrenfeld, doch trotz aller Einsprüche musste er nachgeben. Am 2. März 1916 erteilte das Staatsministerium die Genehmigung. Seit dieser Zeit werden die Gläubigen von der Pfarrei Zell betreut. Der Geistliche wurde für kirchliche Dienste nun in Zell per Kutsche abgeholt.

## Golfplatz und Golfclub

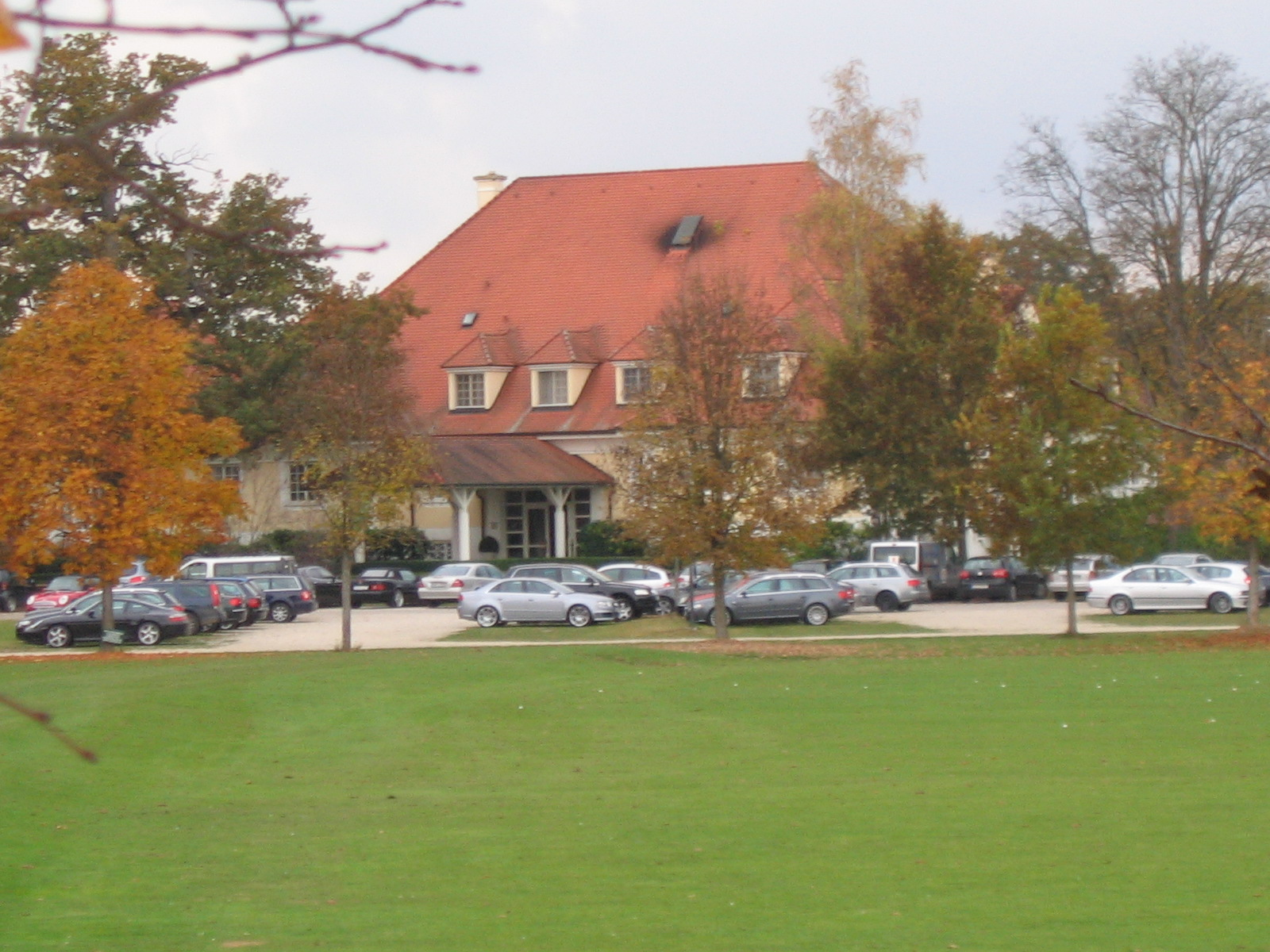
Clubhaus

1986 konzipierte Golfarchitekt Mag. Joan Dudok van Heel für das Gut Rohrenfeld aus 67 Hektar landwirtschaftlicher Fläche einen 18-Loch-Golfplatz. Der Architekt war ehemaliger international erfolgreicher Golfamateur und mehrfacher holländischer Meister. Bauherr und Eigentümer ist der Wittelsbacher Ausgleichsfonds in München. 1991 veranstaltete der Deutsche Golf Verband (DGV) die „Audi Internationale Amateurmeisterschaften von Deutschland“ auf diesem Golfcourse.
Der Wittelsbacher Golfclub Rohrenfeld-Neuburg e. V. wurde 1988 ins Leben gerufen und als Präsident fungierte S.K.H. Herzog Max in Bayern.
Das Clubhaus entwarf Architekt Max Graf Waldburg-Wolfegg. Nach seinen Plänen wurde es auch eingerichtet. Das Restaurant mit seinen 80 Sitzplätzen kann bis auf 160 erweitert werden.
2009 erhielt der betreibende Wittelsbacher Golfclub den Zuschlag, als nationaler Bewerber für den 2018 stattfindenden Ryder Cup antreten zu dürfen. Im Zuge dieser Bewerbung ist es geplant, die Golfanlage auf einer Fläche von 165 Hektar um einen weiteren 18-Loch-Golfplatz, eine Übungsanlage und einen 6-Loch-Kurzplatz zu erweitern.

## Bahnhof
Der etwa 1,5 km südwestlich beim Dorf Bruck gelegene Bahnhof an der Donautalbahn ist nach dem Gut benannt.